# Автомагистрала А4 (Хърватия)
Автомагистрала А4 на Република Хърватия (на хърватски: Avtocesta A4 или Varaždinska autocesta; превод: Вараждинска автомагистрала) е транспортен коридор, който свързва столицата на Хърватия - Загреб с хърватско-унгарската граница. Пътят е дълъг 96,4 км, като на север се свързва с унгарската M7, а на юг с хърватската A3. Магистралата е разположена в Северозападна Хърватска, като преминава през Загребската, Вараждинската и Меджимурската жупания. Автомагистралата е отворена за превозни средства през 2003 г.